# Uskok wschodnioanatolijski
Uskok wschodnioanatolijski jest jednym z głównych uskoków wschodniej Turcji.
Jest granicą pomiędzy płytą anatolijską i nasuwającą się w kierunku północnym płytą arabską. Różnice w szybkości nasuwania się poszczególnych odcinków płyty wywołuje ruch lewo-przesuwczy.
Uskok wschodnioanatolijski rozpoczyna się w węźle potrójnym Mara i kieruje się na północny wschód, kończąc się w węźle potrójnym Karliova. 